# بتي بوب
بتي بوب هي شخصية كرتون متحركة خيالية من ابتكار ماکس فلیشر، وبمساعدة من غریم ناتویك. أول ظهور لها كان في فيلم Dizzy Dishes عام 1930.